# Newport and District Football League
Newport and District Football League (hiện tại là The Monmouthshire Building Society Newport and District Football League vì lý do tài trợ) là một giải bóng đá bao phủ thành phố Newport và các vùng lân cận ở miền Nam Wales. Trụ sở chính đặt tại Newport Civic Centre.

## Khu vực
Khu vực của giải bao gồm thành phố Newport và các vùng xung quanh hạt Monmouthshire về phía tây đến Bedwas, tây bắc đến Abercarn và Wattsville, đông bắc đến Sebastopol Bridge, và phía đông đến Llanwern, và Nash.

## Hạng đấu
Giải gồm 5 hạng đấu kèm với một hạng đấu Chủ Nhật. Hạng cao nhất là ngoại hạng chia thành "Premier X" và "Premier Y" (cho đội dự bị), và 3 hạng dưới đánh số 1, 2, 3.

## Lên và xuống hạng
Đội vô địch Premier X (hoặc á quân nếu đội vô địch không đáp ứng điều kiện sân) được thăng hạng Gwent County League. Lên và xuống hạng cũng áp dụng cho 2 đội xếp cuối Hạng 1 và 2 đội xếp đầu Hạng 2, tương tự giữa Hạng 2 và Hạng 3. Sự lên hạng Ngoại hạng từ Hạng 1 và xuống hạng từ Ngoại hạng sẽ tùy ý theo Ủy ban Giải đấu. Đội đề nghị tham gia Ngoại hạng sẽ được phỏng vấn bởi Ủy ban Giải đấu.